# Marcelo Taibo
Marcelo Ricardo Olivero (Buenos Aires, Argentina; 6 de febrero de 1965 - Buenos Aires, Argentina; 7 de junio de 2004) fue un actor y modelo argentino de teatro, cine y televisión conocido como Marcelo Taibo.

## Biografía
Marcelo fue el hijo menor de la reconocida actriz Beatriz Taibo y el productor y exdueño del Teatro Refasí, Tito Olivero. y hermano del también actor Raúl Taibo. Fue actor de diversas telenovelas y anuncios. Marcelo Olivero, su verdadero apellido, utilizó el apellido materno, tal como lo hizo su hermano, en los inicios de su carrera artística.

## Cine
Actuó en su única película en 1988 en el papel de un estudiante en El profesor punk, junto a Jorge Porcel, Silvia Pérez y Beatriz Salomón.

## Televisión
Actuó en algunas telenovelas de Canal 9. En 1990, en el papel de Emilio, trabajó en Una voz en el teléfono protagonizado por su hermano Raúl Taibo y Carolina Papaleo.
En 1992 hizo Fiesta y bronca de ser joven con Laura Novoa, Emiliano Kaczka, Zulma Faiad y Tincho Zabala.
En 1993 como Jorge en Esos que dicen amarse.
En 1996 trabajó en 90-60-90 Modelos, emitida por Canal 9 y protagonizada por Raúl Taibo, Silvia Kutika y Natalia Oreiro.

## Teatro
Actuó en numerosas obras en el Teatro Independiente.
Debutó en la calle Corrientes en agosto de 1999  con un papel secundario junto a su hermano Raúl y la actriz Silvia Kutika, titulada Las alegres mujeres de Shakespeare.
En Mar del Plata trabajó junto a Pocho La Pantera.
También acompañó a Fernando Lúpiz en la versión teatral de El Zorro.

## Publicidades
Marcelo hizo numerosos comerciales para televisión, el más recordado fue el que hizo para una marca de yogur de una empresa de primera línea.

## Radioteatro
Alberto Migré lo tuvo en cuenta para su ciclo de radioteatro que realizó junto a diversos actores de la talla de María Concepción César, Cristina Alberó y Arnaldo André. En sus últimas actuaciones figura el ciclo de Migré, La agenda de la discordia, junto con Laura Bove, José María Langlais, Andrea Cantoni y Juan Mansilla.

## Tragedia y fallecimiento
El 7 de junio de 2004 a las 12:30, Marcelo Taibo fue arrollado por un tren en el paso de Avenida Congreso y O´Higgins en Núñez. Según los espectadores del momento de la tragedia, Marcelo cruzó confiado al pasar el primer tren sin notar, tal vez por la pronunciada curva, que venía otro en sentido contrario. Murió en la ambulancia que lo trasladaba al Hospital Pirovano. Tenía 39 años. Sus restos se inhumaron en un cementerio privado de la localidad bonaerense de Pilar.

## Filmografía
- 1988: El profesor punk.

## Televisión
- Una voz en el teléfono
- Fiesta y bronca de ser joven
- Esos que dicen amarse
- Sin condena
- 90-60-90 Modelos
- Herederos del poder
- Gasoleros

## Teatro
- ¿Y mis pantalones dónde están?
- Cuando Adán perdió la hoja
- Las alegres mujeres de Shakespeare
- El debut de la piba
- El zorro